# Amomyrtus luma
Лума або лума червона (Amomyrtus luma) — вид вічнозелених вічнозелених дерев родини миртових. Росте в помірних лісах Чилі та Аргентини.

## Опис
Його листя прості, ланцетної форми. Він утворює білі та ароматні квіти медового значення. Його плід — їстівна чорна або фіолетова ягода. Це повільно зростаюче дерево, яке може досягати 30 м у висоту. Стовбур тонкий і прямий, а його деревина дуже тверда і важка для обробки.

## Використання
Їстівний плід, який називається cauchagüe, cauchao або просто luma, використовується для приготування джему, а також для приготування чічі.
Декоративне дерево, використовується як вид бджільницької флори.
Його деревина використовується для виготовлення рукояток інструментів і паль будинків на палях, оскільки вона не гниє легко. В інші часи його також використовували для виготовлення тупої зброї, такої як дерев'яна тростина, яку використовувала чилійська поліція, яку в народі називали «лума». Завдяки високій калорійності він широко використовується як дрова і в багатьох місцях став дефіцитним. Його посадили в Іспанії.

## Таксономія
Amomyrtus luma був описаний (Molina) D.Legrand & Kausel і опублікований у Lilloa 13: 146. 1947.
Родова назва Amomyrtus, що походить від грецького amo (запашний) + Myrtus (відносно прізвища).
luma : епітет

### Синоніми
- Eugenia darwinii Hook.f. в Hook.f.
- Myrcia lechleriana Miq.
- Myrtus darwinii Barneoud
- Myrtus multiflora Juss. in Duhamel ex J.St.-Hil.
- Myrtus valdiviana Phil.
- Pseudocaryophyllus darwinii (Hook.f.) Беррет
- Myrceugenia luma (Molina) IM Johnst.
- Myrtus lechleriana (Miq.) Сілі
- Myrtus luma Molina
- Myrtus reloncavi Barnéoud ex F.Phil.
- Pseudocaryophyllus multiflorus (Juss. ex J.St.-Hil.) Беррет[2]

## Галерея

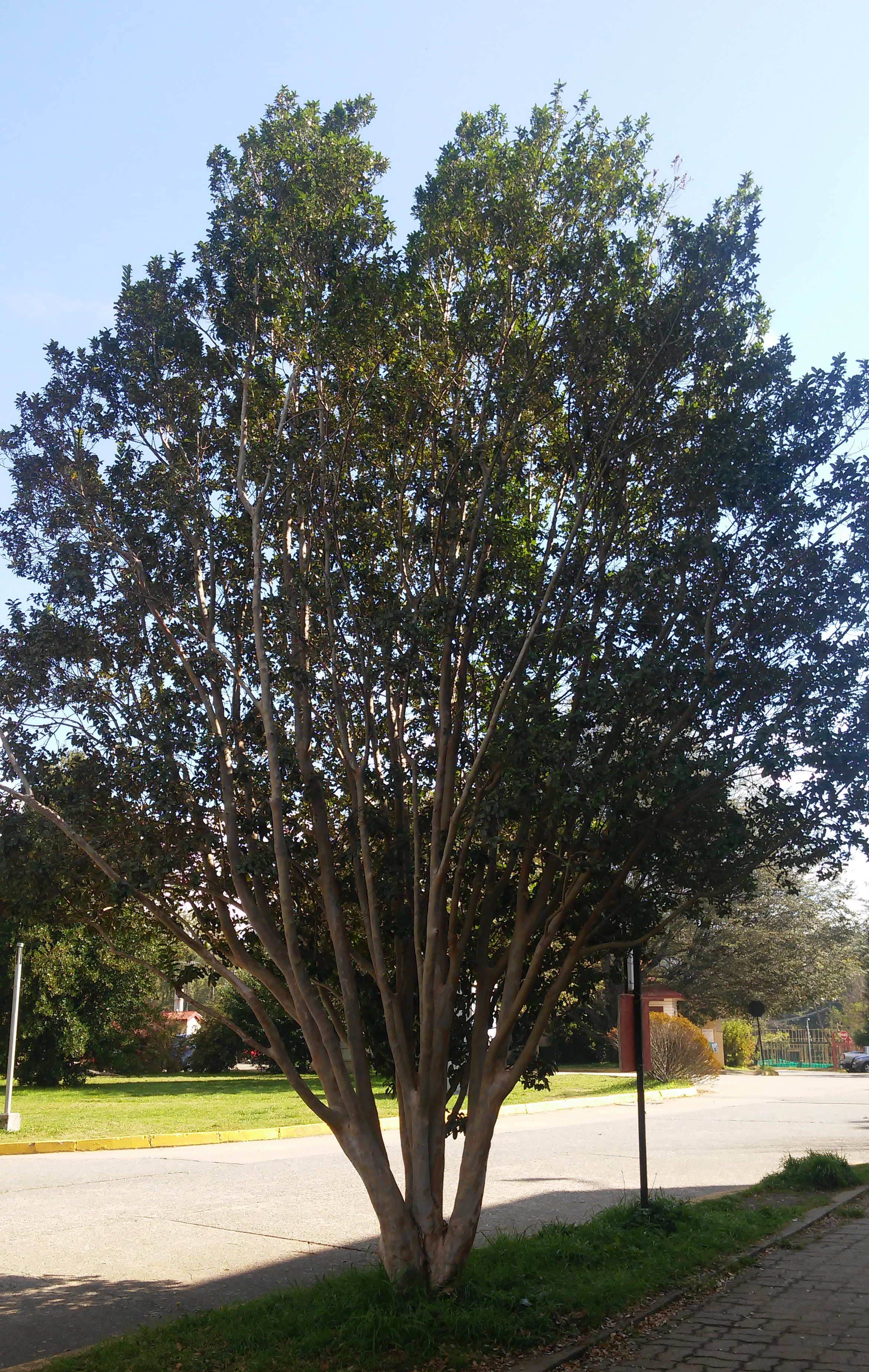
Рослина
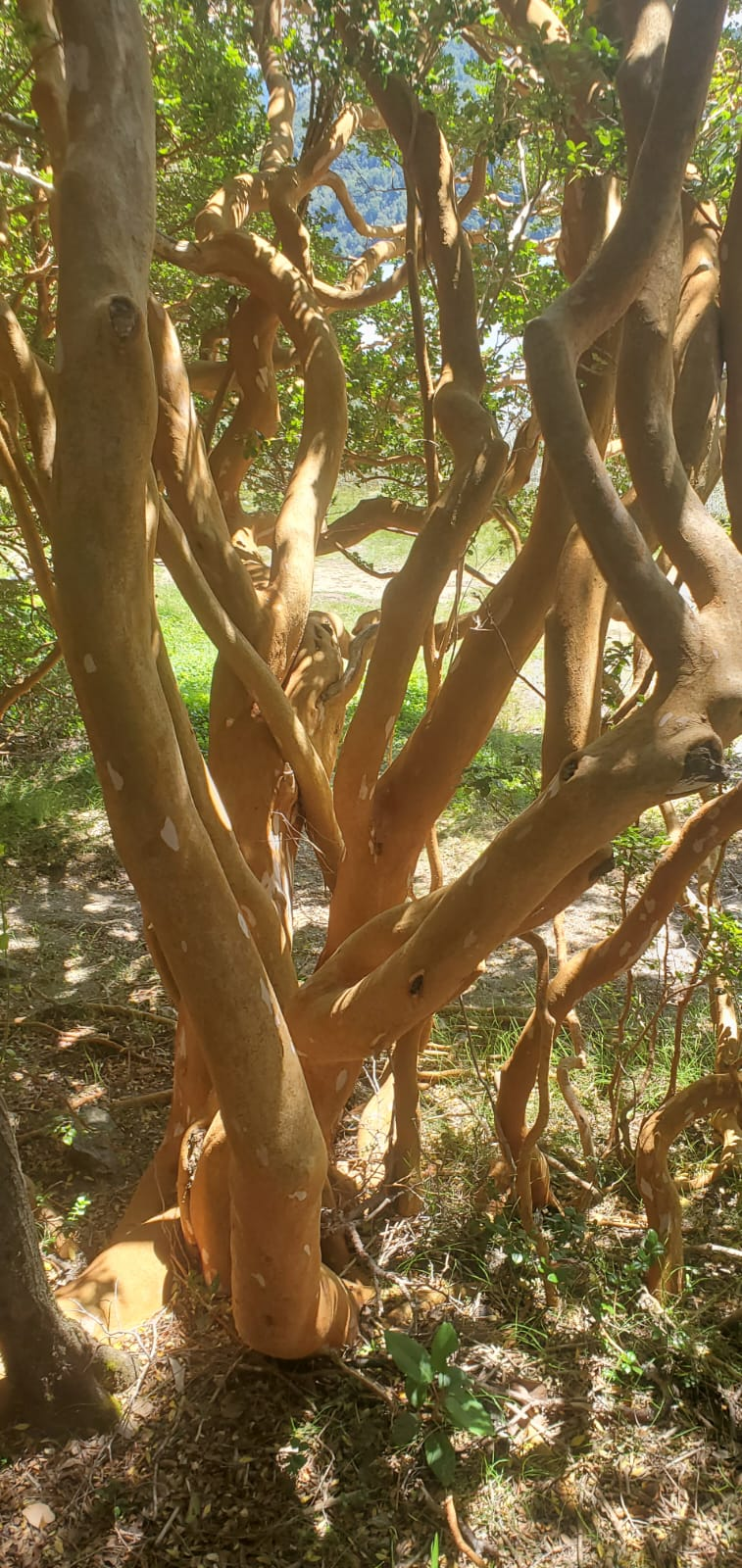
Стовбур
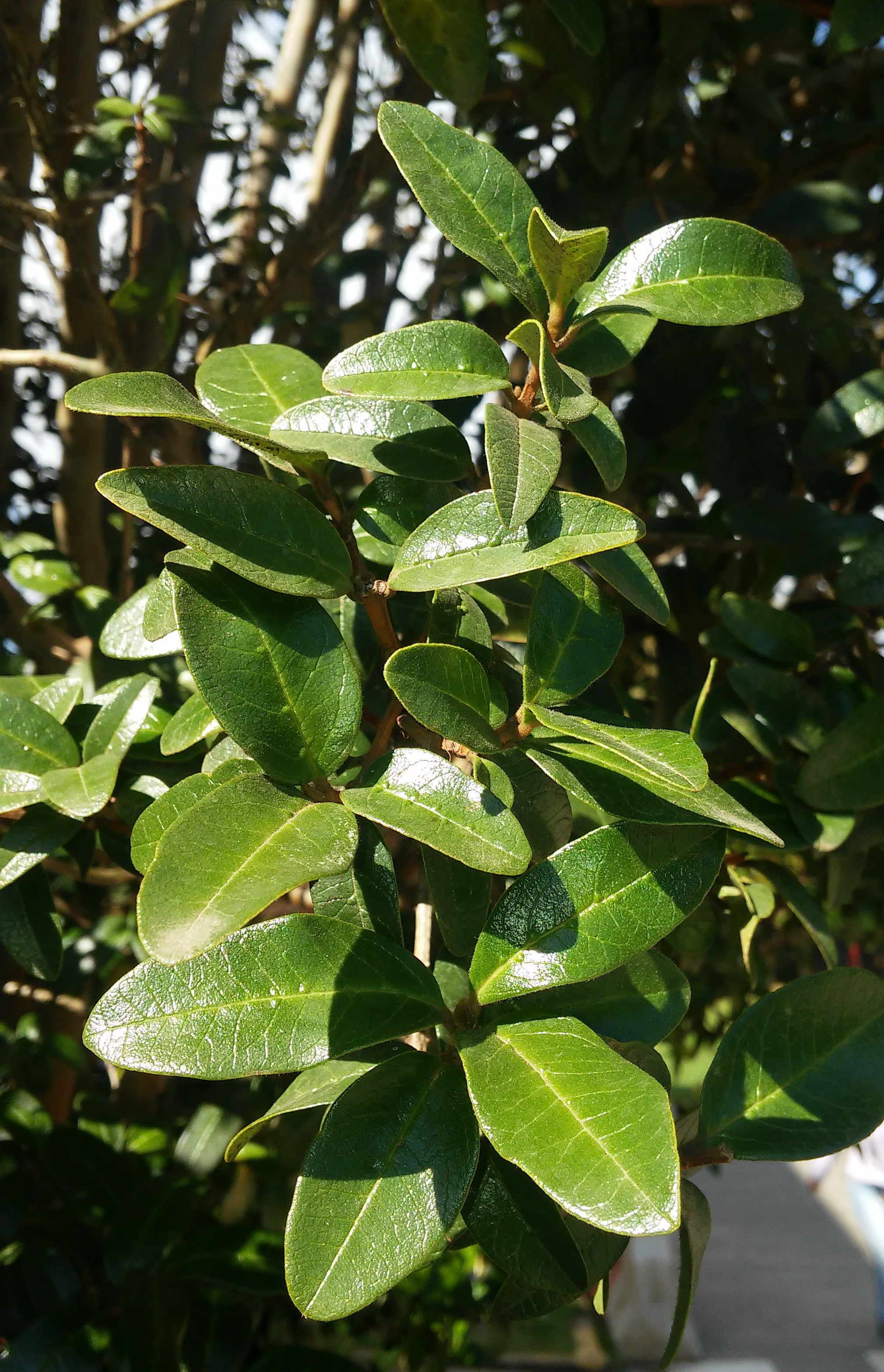
Листя
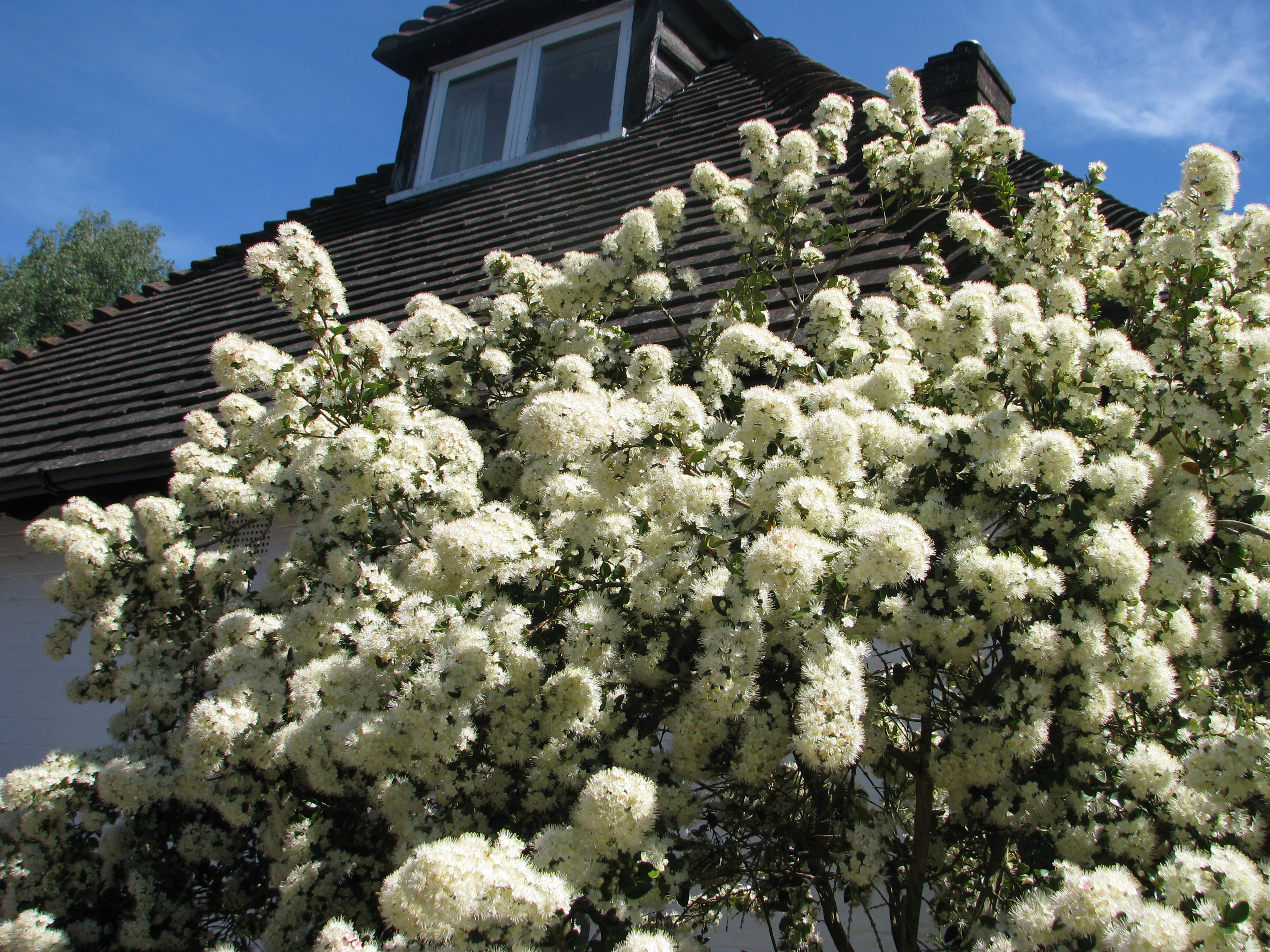
Квіти
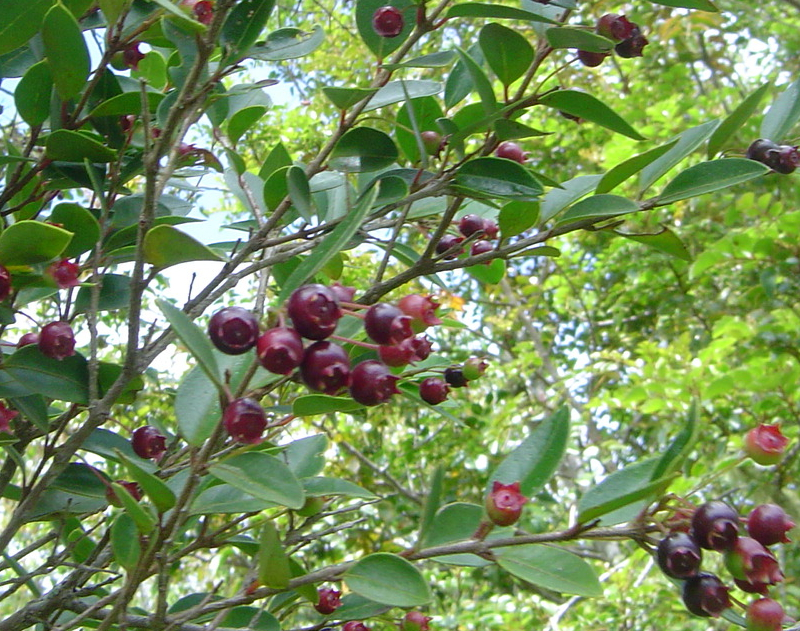
Плоди